# Игнат Мангъров
Игнат Монев Мангъров или Мангаров е български революционер, деец на Вътрешната македоно-одринска революционна организация и Вътрешната македонска революционна организация.

## Биография
Мангъров е роден в град Кратово. В 1898 годна завършва първия випуск на българското педагогическо училище в Скопие и става учител в Гевгели, Крива паланка и на други места. Влиза във ВМОРО и докато е в Гевгели е член на околийския революционен комитет от 1904 до 1905 година. В 1910 година при Обезоръжителната акция на младотурския режим е изтезаван от властите.
При избухването на Балканската война е доброволец в Македоно-одринското опълчение и служи в четата на Славчо Абазов.
През 1925 година е в ръководството на Пернишкото македонско благотворително братство.
Мангъров е убит заедно с кумановския войвода Кръстю Лазаров, Тодор Сопотски и 40 други изявени българи през януари 1945 година, при т.нар. Кумановско клане, след като е осъден на смърт от Военния съд на скопската военна област – Съвет при Кумановския военен сектор като „големобугарин“.